# NEC Shun-Ei
Il NEC Shun-Ei è stato un torneo professionistico di go giapponese. 

## Storia
Il torneo era organizzato congiuntamente dalla Nihon Ki-in e dalla Kansai Ki-in e sponsorizzato dalla NEC Corporation. La partecipazione era riservata ai giocatori al di sotto di una certa soglia di età e di un certo grado. 
Il torneo è stato soppresso nel 2003 a causa della mancanza di intenzione da parte dello sponsor di proseguire.

## Formula
Il torneo era organizzato come un torneo ad eliminazione diretta con un numero variabile di partecipanti. A differenza di quanto accade solitamente nei tornei goistici il campione in carica non accedeva direttamente alla finale dell'anno seguente ma doveva affrontare il torneo al pari degli altri partecipanti. 

## Albo d'oro
| Anno | Vincitore          | Finalista          |
| ---- | ------------------ | ------------------ |
| 1986 | Norimoto Yoda      | Ō Rissei           |
| 1987 | Satoru Kobayashi   | Ō Rissei           |
| 1988 | Shinichi Aoki      | Norimoto Yoda      |
| 1989 | O Meien            | Norimoto Yoda      |
| 1990 | Hideki Komatsu     | Michael Redmond    |
| 1991 | O Meien            | Meiko Tei          |
| 1992 | Hideki Komatsu     | Michihiro Morita   |
| 1993 | Koichi Oya         | Ryu Shikun         |
| 1994 | Ryu Shikun         | Tomoyasu Mimura    |
| 1995 | Hironari Nakano    | Michihiro Morita   |
| 1996 | Michihiro Morita   | Kimio Yamada       |
| 1997 | Yo Kagen           | Terumi Nishida     |
| 1998 | Shinya Nakamura    | Tomochika Mizokami |
| 1999 | Keigo Yamashita    | So Yokoku          |
| 2000 | Shinji Takao       | Naoki Hane         |
| 2001 | Tomochika Mizokami | Kim Sujun          |
| 2002 | Shinji Takao       | Jiro Akiyama       |
| 2003 | Jiro Akiyama       | Han Zenki          |